# Comité JASON
Le comité JASON, créé en 1960, est un groupe de scientifiques américains chargés de conseiller le gouvernement fédéral des États-Unis dans des matières militaires et de sécurité nationale.
Le groupe inclut des scientifiques éminents (certains lauréats du prix Nobel) de discipline diverses, dont des physiciens, des biologistes, des océanographes, des mathématiciens et des informaticiens, qui tous sont titulaires d'une habilitation de sécurité de la Défense. La plupart de ses rapports sont classifiés.

## La guerre du Viêt Nam
Le comité se fit connaître lors de la guerre du Viêt Nam, notamment via les Pentagon Papers, pour avoir mis en place la notion de « champ de bataille électronique » (electronic battlefield), qui servait alors à désigner un système de senseurs, mines, bombes, transport aérien, etc., assisté par informatique. Membre du comité et invité au Collège de France à Paris, le physicien Murray Gell-Mann fut ainsi chassé par l'audience de scientifiques, qui critiquaient la caution scientifique ainsi apportée à la guerre. Le 30 septembre 1972, Le Monde fait état d'une manifestation analogue, à Trieste, en présence des professeurs membres de JASON Wigner (prix Nobel de physique 1963), Wheeler (participant du projet Manhattan), Townes (prix Nobel de physique 1964), Weinberg (prix Nobel de physique 1979) et Montroll (qui était alors vice-président pour la recherche de l'Institute for Defense Analyses (en)).

## Statut et financements
Jusqu'en 2002, il était financé par la DARPA, bien qu'il dépende administrativement de MITRE, une organisation non lucrative travaillant étroitement avec l'administration fédérale sur divers contrats de défense. À ce titre, il a un statut hybride, entre public et privé, qui correspond précisément à la conception de son rôle comme passerelle entre l'institution scientifique et l'État fédéral.
À cette date, un conflit opposant la DARPA au comité au sujet de la nomination des membres - la procédure se passant jusqu'alors par un système d'élection et de cooptation entre pairs - , la DARPA refusa de financer davantage le comité, qui réussit à obtenir l'appui de l'Assistant Secretary of Defense for Research and Engineering (en), une instance plus haut placée de la Défense, notamment via le soutien du député démocrate Rush Holt.